# Methow River
La rivière Methow (Methow River) est un affluent du fleuve Columbia  qui s'écoule dans l’État de Washington au nord-ouest des États-Unis.

## Description
La rivière est longue de 127 km et dispose d'un bassin versant de 4 727 km2,,.
La rivière prend sa source au niveau de la partie orientale de la chaîne des Cascades. Plusieurs de ses affluents prennent leurs sources dans la réserve naturelle Pasayten Wilderness. Le Pacific Crest Trail suit en partie la rivière. Ses affluents se nomment Robinson Creek, Lost River, Early Winters Creek, Cedar Creek, Goat Creek, Wolf Creek, Chewuch River, et Chewuch River. Son affluent  Cathedral Creek provient d'une zone proche de la frontière avec la Colombie-Britannique.
La Twisp River, un affluent important, rejoint la rivière Methow près de la localité de Twisp. La rivière termine finalement sa course au niveau de Pateros où elle rejoint le fleuve Columbia.

## Histoire
La rivière tire son nom d'une tribu amérindienne qui appartient aujourd'hui aux tribus confédérées de la réserve amérindienne de Colville. Le nom amérindien de la rivière Buttlemuleemauch signifie « Rivière aux cascades de saumon ».
En 1841, l'expédition Wilkes lui donne le nom de nom Barrier River. En 1811, l'explorateur David Thomson rencontre la tribu amérindienne qui vit près de la rivière et qu'il nomme Smeetheowe. En 1853, George Gibbs la nomme aussi bien rivière Methow que rivière Barrier.